# Орден «Знак Пошани»
О́рден «Зна́к Поша́ни» — державна нагорода СРСР,  заснований Постановою ЦВК СРСР від 25 листопада 1935 року для нагородження за високі досягнення у виробництві, науково-дослідній, державній, соціально-культурній, спортивній й іншій суспільно корисній діяльності, а також за прояви громадянської доблесті. Опис ордена був доповнений Указом Президії Верховної Ради СРСР від 19 червня 1943 року. Статут ордена остаточно затверджений Указом Президії Верховної Ради СРСР від 28 березня 1980 року.
Від 1988 — Орден Пошани.

## Статут ордена
Орденом «Знак Пошани» нагороджуються:
- громадяни СРСР;
- підприємства, об'єднання, установи, організації, райони, міста й інші населені пункти.

Орденом «Знак Пошани» можуть бути нагороджені й особи, що не є громадянами СРСР, а також підприємства, установи, організації, населені пункти іноземних держав.
Нагородження орденом «Знак Пошани» проводиться:
- за високі виробничі показники в промисловості, сільськім господарстві, на транспорті, будівництві, зв'язку, торгівлі, громадськім харчуванні, житлово-комунальнім господарстві, побутовому обслуговуванні населення й інших галузях народного господарства;
- за досягнення високої продуктивності праці, поліпшення якості продукції, зниження матеріальних і трудових витрат на її виготовлення, успіхи в підвищенні ефективності суспільного виробництва;
- за високі результати в соціалістичнім змаганні з виконання й перевиконанню планових завдань;
- за впровадження у виробництво нової техніки, технології, передового досвіду, особливо коштовні винаходи й раціоналізаторські пропозиції;
- за успіхи в науково-дослідній діяльності;
- за творчі досягнення в області радянської культури, літератури й мистецтва, успіхи в навчанні й комуністичнім вихованні підростаючого покоління, підготовці висококваліфікованих кадрів, медичнім обслуговуванні населення, розвитку фізичної культури й спорту й іншій суспільно корисній діяльності;
- за заслуги в зміцненні обороноздатності країни;
- за плідну державну й суспільну діяльність;
- за заслуги в розвитку економічних, науково-технічних, культурних і інших зв'язків між СРСР і іншими державами;
- за сміливі й спритні дії, зроблені при порятунку життя людей, охороні громадського порядку, у боротьбі зі стихійними лихами й інші прояви громадянської доблесті.

Орден «Знак Пошани» носиться на лівій стороні грудей і при наявності інших орденів розташовується після ордена Дружби Народів.

## Опис ордена
Орден «Знак Пошани» має форму овалу, обрамленого з боків дубовими гілками. У центрі його поміщені фігури робітника й робітниці, що несуть симетрично розташовані ліворуч і праворуч від них прапори з написом «Пролетарии всех стран, соединяйтесь!». У верхній частині ордена розташована п'ятикутна зірка, під якою на тлі прапора перебуває накладний рельєфний напис «СССР». У нижній частині ордена поміщений рельєфний напис «ЗНАК ПОЧЕТА».
Прапори й зірка покриті рубіново-червоною емаллю й облямовані по контурах позолоченими ободками. Ратища прапорів і написи — позолочені; дубові гілки, нижня частина ордена і його загальне тло — оксидоване.
Орден «Знак Пошани» виготовляється зі срібла, висота ордена — 46 мм, ширина — 32,5 мм. Срібного вмісту в ордені — 29,767±1.388 г (на 18 вересня 1975 року). Загальна вага ордена — 32,85±1,75 г.
Орден за допомогою вушка й кільця з'єднаний з п'ятикутною колодкою, покритою шовковою муаровою стрічкою світло-рожевого кольору з двома поздовжніми жовтогарячими смужками по краях. Ширина стрічки — 24 мм, ширина смужок — по 3,5 мм.

## Історія ордена
Орден «Знак Пошани» — один з перших орденів СРСР. Заснований ще до Другої світової війни, він, нарівні з орденами Леніна й Трудового Червоного Прапора, став поширеною нагородою для ударників перших п'ятирічок. На момент своєї установи він займав останнє місце в «табелі про ранги» радянських орденів. Автор проєкту ордена — художник Д. С. Голядкин.
Перше нагородження орденом «Знак Пошани» відбулося згідно з Постановою ЦВК СРСР від 26 листопада 1935 року. До початку 1941 року орденом було нагороджено більш як 14 500 людей. У роки Великої Вітчизняної війни за виявлений трудовий героїзм і самовіддану роботу на оборонних підприємствах орденом «Знак Пошани» нагороджене понад 66 тисяч людей. Орден міг вручатися повторно за нові заслуги.

## Еволюція відзнаки
28 грудня 1988 року був заснований Орден Пошани для нагородження громадян СРСР за високі досягнення у виробничій, науково-дослідній, соціально-культурній та іншій суспільно корисній діяльності. За своїм зовнішнім виглядом орден Пошани практично ідентичний своєму попередникові — ордену «Знак Пошани».
Основна відмінність полягала в тому, що напис «ЗНАК ПОЧЕТА» у нижній частині ордена зник. Замість нього в нижній частині ордена розміщалося рельєфне зображення серпа й молота на тлі розбіжних лаврових гілок. Зображення серпа й молота позолочене, лаврові гілки оксидовані. Серп і молот з лавровими гілками являв собою окрему деталь, що кріпилася до основної частини за допомогою двох заклепок.
При переході з ордена «Знак Пошани» на орден Пошани нумерація знаків не переривалася. Станом на 1 січня 1995 року загальна кількість нагороджених орденами «Знак Пошани» і Пошани становила приблизно 1 580 850 осіб. При цьому орденом Пошани нагороджено всього кілька тисяч людей.
При втраті нагородженим свого ордена (медалі), його заміна, як правило, не проводиться. Замість втраченої нагороди може бути виданий дублікат лише як виняток — при втраті в бойовій обстановці, в результаті стихійного лиха або за інших обставин, коли нагороджений не міг запобігти цій втраті. На зворотному боці дубліката ордена (медалі) відтворюється номер втраченої нагороди з додаванням букви «Д». Ця буква може бути нанесена як методом штампування, так і за допомогою штихеля.
Згодом радянські ордени й медалі змінювали свій зовнішній вигляд. Перший тип ордена «Знак Пошани» також істотно відрізняється від своїх наступних типів.
Крім самого знака ордена, нагородженому орденом «Знак Пошани» вручалася також особлива Грамота Центрального Виконавчого Комітету СРСР. На обкладинці Грамоти, у нижній її частині, вказувався номер ордена. На розвороті коротко описувалися заслуги нагородженого, ставилися підписи Голови й Секретаря ЦВК СРСР, печатка ЦВК СРСР, а також вказувалася дата виписки Грамоти. Подібні Грамоти ЦВК вручалися нагородженому аж до 1938 року. Згодом вручення Грамот було припинено у зв'язку з уведенням єдиного документа для всіх орденів СРСР — Орденської Книжки.